# ドーグリー文字
ドーグリー文字またはドーグラー文字は、インドのジャンムー一帯で話されるドーグリー語を表記するために用いられていたブラーフミー系文字。タークリー文字を改良したものである。
現在ドーグリー語はデーヴァナーガリーで表記される。

## 概要
ドーグリー語はジャンムー一帯で話されるインド・アーリア語派の言語である。かつてはパンジャーブ語の「方言」と考えられていたが、パンジャーブ語よりも西パハール語群に近いとも言われる。音声的にはパンジャーブ語と同様に声調があるが、パンジャーブ語と異なって有声帯気音が消滅していない。政治的にはパンジャーブ地方と独立しており、宗教もヒンドゥー教徒が多数を占める。
ドーグリー語はタークリー文字で表記されていたが、ジャンムー・カシュミール藩王国の支配者であったランビール・シングによって1860年代にデーヴァナーガリーやグルムキー文字の影響を受けて文字の改良が行なわれ、公式の文字として制定された。これがドーグリー文字である。1872年にはこの文字による最初の書籍が出版された。
現在ドーグリー語の公式の表記にはデーヴァナーガリーが採用されている。

## Unicode
2018年のUnicodeバージョン11で、追加多言語面のU+11800..U+1184Fに追加された。
Unicodeではドーグラーの語を採用している。この文字を公式に制定したジャンムー・カシミールのドーグラー朝の名前に通ずること、現代のドーグリー語がもはやこの文字で書かれていないことを理由としている。
| Dogra   |   |   |   |   |   |   |   |   |   |   |   |   |   |   |   |   |
|         | 0 | 1 | 2 | 3 | 4 | 5 | 6 | 7 | 8 | 9 | A | B | C | D | E | F |
| U+1180x | 𑠀 | 𑠁 | 𑠂 | 𑠃 | 𑠄 | 𑠅 | 𑠆 | 𑠇 | 𑠈 | 𑠉 | 𑠊 | 𑠋 | 𑠌 | 𑠍 | 𑠎 | 𑠏 |
| U+1181x | 𑠐 | 𑠑 | 𑠒 | 𑠓 | 𑠔 | 𑠕 | 𑠖 | 𑠗 | 𑠘 | 𑠙 | 𑠚 | 𑠛 | 𑠜 | 𑠝 | 𑠞 | 𑠟 |
| U+1182x | 𑠠 | 𑠡 | 𑠢 | 𑠣 | 𑠤 | 𑠥 | 𑠦 | 𑠧 | 𑠨 | 𑠩 | 𑠪 | 𑠫 | 𑠬  | 𑠭  | 𑠮  | 𑠯  |
| U+1183x | 𑠰  | 𑠱  | 𑠲  | 𑠳  | 𑠴  | 𑠵  | 𑠶  | 𑠷  | 𑠸  | 𑠹  | 𑠺  | 𑠻 |   |   |   |   |
| U+1184x |   |   |   |   |   |   |   |   |   |   |   |   |   |   |   |   |